# 郭必錚
郭必錚，MH（1957年4月2日—），香港政治人物、前觀塘區區議員，觀塘民聯會名譽會長，其所屬政黨為民建聯。他於1990年開始任職區議員，過往兼任過市政局議員。現時是民建聯支部委員會委員以及保健海流協進會成員。郭必錚曾為中華基督教會基法小學的校董、新華通訊社香港分社香港地區事務顧問、香港聖約翰救傷隊高級監督、觀塘民聯會公關部部長與觀塘區足球會委員。他在2010年曾擔任香港南北國術協會第四屆執行委員會的榮譽會長。

## 背景

### 早年生活
郭必錚於香港島南區香港仔出生，家中共有四兄弟妹，自己排行第二。他於1965年起移居觀塘瑞和街。此前分別居住於土瓜灣興仁街、油麻地東方街、佐敦長樂街以及葵涌鐘山臺。郭必錚在1963年至1965年就讀花地瑪中英文學校中文部（觀塘校）下午校，後在1965年轉讀中華基督教會基法小學下午校（1969年第一屆小六）。畢業多年後擔任基法小學校友會第八屆常務委員會的副主席（曾在2010年擔任校友會主席）。他從基法小學升讀喇沙書院（1974年中五），在校時為該校的聖約翰救傷隊喇沙救傷見習支隊創隊成員。在中學畢業後，他因為喜歡旅遊，加上創業的夢想，便在籌備數月後於1978年6月開辦旅行社。

### 從政之路
郭必錚由1969年開始擔任社區服務的義工，1979年起獲政府委任數項公職，後來在1980年起擔任觀塘分區委員會委員 ，再在1988年出任區議會增選委員。他自1990年開始成為公屋聯會名譽顧問同年，把自己經營的旅行社公司賣盤，全身投入社區服務。其參選區議員之路亦始於同一年。他在1990年以獨立人士身份參與香港區議會選舉，並在1991年成功當選為觀塘區議會順天選區的區議員。其第一個任期於1994年結束。他於同年起以民主建港協進聯盟成員身份參選區議會選舉及當選為順天西（1994年至1997年；2000年至2003年）和順天（2008年至2011年；2012年至2015年）議員。郭必錚從參選至2015年為止曾於2003年香港區議會選舉中敗給民主黨的對手何偉途。另外，郭必錚於2007年香港區議會選舉同時以工聯會和民建聯成員身份參選。
直至2015年香港區議會選舉舉行時，他被獲何偉途支援、代表民主黨出選的莫建成擊敗，未能當選為順天區議員。2019年區議會選舉在11月舉行，在2017年出任觀塘區議會順天選區社區幹事的青年民建聯委員鄺星宇已經報名代表建制派出選，鄺星宇卻在10月稱受到恐嚇要臨時退選，郭必錚及後以卓研社總幹事為名取代黨友鄺星宇代表建制派出選，郭必錚更將自己的競選宣傳單張直接貼在鄺星宇的宣傳海報上，但郭必錚在是次區選再次敗給民主黨區議員莫建成。
除了區議員公務以外，郭必錚曾接觸相關地區事務，包括擔任觀塘區議會文化、康樂及體育事務委員會主席、觀塘區滅罪委員會委員和在1990年代出任香港管弦樂團義務司庫與酒牌局成員。因為得到民建聯的支持，郭必錚於1990年代中期至1999年參與過市政局議員職務。他是1995年至1999年的市政局議員，也是1998年至1999年兩個臨時市政局聯合管理音樂事務委員會的聯合主席。郭必錚同期在1991年至2004年獲委任為四順分區委員會委員。其後，又於2000年至2004年曾出任香港醫院管理局九龍區顧問委員會委員。他於2000年立法會選舉委員會界別分組選舉中當選為「港九各區議會」界別分組委員。由2002年起至2017年又獲選為第十三屆全國人民代表大會代表選舉會議成員。現時則是民建聯支部委員會的委員。他在2003年獲香港特別行政區政府頒授榮譽勳章以表彰其為社區作出努力。
郭必錚本身是制服團體的成員。以往活躍於有關的組織活動。他曾擔任香港童軍東九龍地域第一八八旅的旅長。在1994年3月11日，聖約翰救傷見習隊主管梁廷楷長官委派支隊隊長郭必錚兼任聖公會梁季彜中學的署理主管，為期六個月。此外，他被邀請出任香港女童軍觀塘分會2016至2018年度執行委員會名譽副會長。

### 其他資料
郭必錚既是政治人物，亦是一名保險界人士。於宏利金融任職理財顧問。工作多年，其努力得到業界肯定。他於2008年至2012年獲得國際龍獎IDA（International Dragon Award）「傑出業務銅龍獎」，2021年再獲得「傑出業務銅龍獎」及「優秀主管銅龍獎」。該獎項是由台北保險行銷集團設立，是世界華人金融保險業的最高榮譽殿堂。
郭必錚在2002年9月被誣陷與女助手關係親密。當時，前《東周刊》副總編輯兼前深水埗區議會議員黃仲棋及攝影記者梁世權涉嫌冒充房屋署職員身分，非法進入郭必錚的女助理吳玉玲家中採訪。二人藉檢查水喉到處查看和拍攝照片，並於同年九月四日出版的《東周刊》內刊登部分照片且附上內容誣陷郭必錚與吳玉玲的關係密切。警方於2003年1月21日拘捕兩人。經審訊後，黃仲棋和梁世權被法院判處入獄四個月及兩個月，緩刑十八個月。之後在2017年4月再次成為受害者。其時，有巿民上載一段短片到討論區。片中記錄了一輛私家車駛至天后興發街接載一名小童後違反交通法例，直駛上行人路，之後在清風街街口再駛出馬路，並不按交通燈指示往銅鑼灣方向行駛。由於郭必錚是涉案私家車的車主，他被指是犯案人。但他在案發後才購買該輛汽車，因此獲其所屬政黨民建聯發表聲明指出他並非涉事車主。同時，《明報》記者在未查清真相前作出失實報道，故此被民建聯要求澄清事件。有關聲明發出後，《明報》一方在即時新聞發佈《郭必錚：今年2月才購入涉案汽車　駛上行人路車主另有其人》的報道；然而只作澄清而沒有就誤報道歉。

## 參與節目
- 1995年：星期五檔案（9月22日，無綫電視）